# Ермолаев, Владимир Алексеевич (директор)
Влади́мир Алексе́евич Ермола́ев — советский хозяйственный, государственный и политический деятель. Участник Великой Отечественной войны. Член КПСС с 1945 года.

## Биография
Родился в 1915 году в Казани. По данным военных архивов — 27 мая
Призван в июле 1941 года Куйбышевским РВК г. Москвы. 8 июля 1941 года ушел добровольцем на фронт. Звания не имел. Служить начинал в 4 див. Куйбышевского района (84 гв. сд).  Воевал на Западном фронте Центрального направления в 33-й армии 110-й стрелковой дивизии в составе 470-й отдельной мотострелковой разведывательной роты взвода разведчиков. В феврале 1942 г. присвоено звание младший лейтенант. 15 марта 1942 г. за боевые действия помощник командира взвода награждён орденом «Красная Звезда» № 39793. В апреле 1942 г. после ранения эвакуирован в тыл и после излечения уволен  в запас РККА в августе 1942 года.
С 1933 года — на хозяйственной, общественной и политической работе. В 1931—1941 гг. и в 1946-1972 годах на  заводе «Серп и Молот» — вальцовщик в прокатном цехе, инженер-проектировщик в Государственном Союзном проектном институте № 4 Наркомата боеприпасов, старший мастер и начальник ОТК в ИТК-2 на Шаболовке, мастер, помощник начальника листопрокатного цеха, начальник сортопрокатного цеха, директор завода «Серп и Молот», руководитель представительства МЧМ СССР на строительстве металлургического завода в городе Искендерун.
Умер в Москве 4 апреля 1988 года.

## Награды
Орден Красной Звезды (Приказ подразделения №: 292 от: 15.03.1942
Издан: ВС Западного фронта)
Орден Отечественной войны I степени (06.04.1985)